# PlayStation Productions
PlayStation Productions, LLC ist eine amerikanische Filmproduktionsfirma im Besitz von Sony Interactive Entertainment, des für die Entwicklung der Spielkonsolenmarke PlayStation verantwortlichen Tochterunternehmens des japanischen Elektronik- und Unterhaltungskonzerns Sony. PlayStation Productions zeichnet verantwortlich für die Adaption der hauseigenen Spielemarken im Bereich Film und Fernsehen und koordiniert die Zusammenarbeit zwischen der Filmproduktion und den Entwicklerstudios der Computerspiele.

## Geschichte
Sony Interactive Entertainment startete PlayStation Productions im Jahr 2019 mit dem Schwerpunkt auf der Adaption der Videospiel-Franchises des Unternehmens in Filmen und TV-Serien. Die Leitung übernahm der langjährige PlayStation-Marketingmitarbeiter Asad Qizilbash, innerhalb des Konzerns wurde das Unternehmen den SIE Worldwide Studios (heute: PlayStation Studios) unter Shawn Layden zugeordnet. Ein Schwerpunkt lag auf der Koordination zwischen den Film- und Fernsehabteilungen von Sony Pictures und den Entwicklungsstudios der entsprechenden Videospiele. Im Unterschied zu bisherigen Umsetzungen sollten die Produktionen intern entwickelt und produziert werden, statt sie lediglich an andere Produktionsfirmen zu lizenzieren.
Im Dezember 2020 gab Tony Vinciquerra, Vorsitzender und CEO von Sony Pictures, bekannt, dass Sony an drei Filmen und sieben TV-Shows arbeitet, die auf PlayStation-Videospielinhalten basieren.
Der erste von PlayStation Productions produzierte Film war Uncharted, basierend auf der gleichnamigen Action-Adventure-Reihe von Naughty Dog, der am 18. Februar 2022 im US-Kino veröffentlicht wurde. Gran Turismo, basierend auf der gleichnamigen Rennsimulationsreihe von Polyphony Digital, startete am 25. August 2023 in den US-amerikanischen Kinos. Spielfilmadaptionen des Videospiels Ghost of Tsushima von Sucker Punch Productions, Days Gone von Bend Studio und Gravity Rush von Japan Studio sind derzeit in Arbeit.
Im Februar 2022 wurde die Entwicklung eine Verfilmung von Jak und Daxter unter Beteiligung von Uncharted-Regisseur Ruben Fleischer und Entwicklerstudio Naughty Dog bekannt.
Die erste Fernsehserie von PlayStation Productions soll eine Adaption von Naughty Dogs The Last of Us sein, die am 15. Januar 2023 auf HBO erscheinen soll. Twisted Metal, eine Fernsehadaption des gleichnamigen Fahrzeugkampf-Franchise, befindet sich derzeit in der Postproduktion für Peacock. Live-Action-Fernsehserien, die auf dem God-of-War-Franchise von Santa Monica Studio für Amazon Prime Video und der Horizon-Serie von Guerrilla Games für Netflix basieren, sind in Arbeit.

## Liste der Produktion

### Filme
| Jahr        | Titel             | Co-Produktion mit                                                 | Vertrieb                |
| ----------- | ----------------- | ----------------------------------------------------------------- | ----------------------- |
| 2022        | Uncharted         | Columbia Pictures Atlas Entertainment A2 Productions              | Sony Pictures Releasing |
| 2023        | Gran Turismo      | Columbia Pictures Trigger Street Productions 2.0 Entertainment    | Sony Pictures Releasing |
| 2025        | Until Dawn        | Screen Gems Vertigo Entertainment Coin Operated Mangata           | Sony Pictures Releasing |
| Angekündigt | Days Gone         | Vendetta Productions                                              | Sony Pictures Releasing |
| Angekündigt | Ghost of Tsushima | Columbia Pictures 87Eleven Entertainment Sucker Punch Productions | Sony Pictures Releasing |
| Angekündigt | Gravity Rush      | Scott Free Productions                                            | Sony Pictures Releasing |
| Angekündigt | Jak and Daxter    | Columbia Pictures Naughty Dog                                     | Sony Pictures Releasing |

### Fernsehserien
| Jahr        | Titel          | Co-Produktion mit                                                                                 | Plattform          |
| ----------- | -------------- | ------------------------------------------------------------------------------------------------- | ------------------ |
| 2023        | The Last of Us | Sony Pictures Television Naughty Dog Word Games The Mighty Mint                                   | HBO                |
| 2023        | Twisted Metal  | Sony Pictures Television Artists First Electric Avenue Inspire Entertainment Universal Television | Peacock            |
| Angekündigt | God of War     | Sony Pictures Television Amazon Studios                                                           | Amazon Prime Video |
| Angekündigt | Horizon        | Sony Pictures Television Guerrilla Games Irish Cowboy Productions Vertigo Entertainment           | Netflix            |

## Rezeption
Uncharted: Bei Metacritic und Rotten Tomatoes erhielt Uncharted eher unterdurchschnittliche Bewertungen von Kritikern mit 41 bzw. 45 Wertung. Während Zuschauer Uncharted beim eher kritischeren Metacritic eine 6,2/10 gaben, waren es bei Rotten Tomatoes sogar 90/100 und gaben damit eher Empfehlungen aus.
| Film         | Kritik             | Kritik          |
| Film         | Rotten Tomatoes    | Metacritic      |
| ------------ | ------------------ | --------------- |
| Uncharted    | 40 % (262 reviews) | 45 (44 reviews) |
| Gran Turismo | 65 % (225 reviews) | 48 (47 reviews) |

| TV-Serie       | Kritik             | Kritik          | Budget     | Zuschauerzahlen |
| TV-Serie       | Rotten Tomatoes    | Metacritic      | Budget     | Zuschauerzahlen |
| -------------- | ------------------ | --------------- | ---------- | --------------- |
| The Last of Us | 96 % (480 reviews) | 84 (43 reviews) | 90.000.000 | 30.400.000      |
| Twisted Metal  | 68 % (47 reviews)  | 53 (20 reviews) | 45.000.000 | über 1.200.000  |

### Box Office
| Film         | Veröffentlichung | Produktionskosten (in US-Dollar) | Einnahmen weltweit (in US-Dollar) | Quellen       |
| ------------ | ---------------- | -------------------------------- | --------------------------------- | ------------- |
| Uncharted    | 18. Februar 2022 | 120.000.000                      | 401.748.820                       | [ 30 ] [ 31 ] |
| Gran Turismo | 25. August 2023  | 60.000.000                       | 121.900.000                       | [ 32 ] [ 33 ] |
| Total        | Total            | 180.000.000                      | 523,676,698                       |               |